# حاجی اوشاغی
حاجی اوشاغی (به لاتین: Hacıuşağı) یک منطقه مسکونی در جمهوری آذربایجان است که در شهرستان آق‌سو واقع شده است. حاجی اوشاغی ۴۳۵ نفر جمعیت دارد.